# 上卡馬區

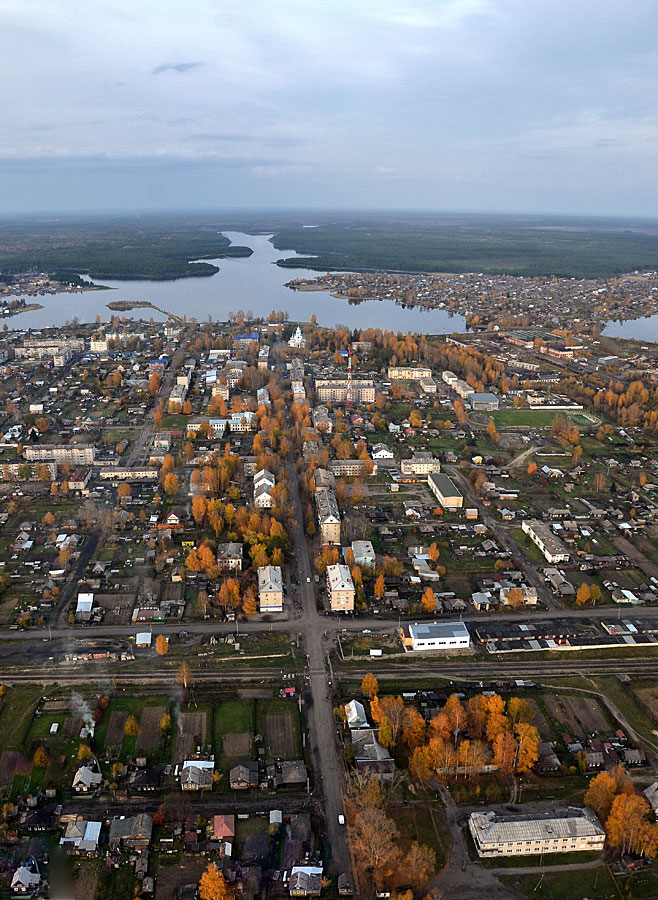

59°20′N 52°14′E / 59.333°N 52.233°E
上卡馬區（俄语：Верхнекамский район），是俄羅斯的一個區，位於該國西部，由基洛夫州負責管轄，面積10,297平方公里，2010年人口32,669，人口密度每平方公里3.17人。